# A. Magnusson Orgelbyggeri AB
A. Magnusson Orgelbyggeri AB var ett svenskt företag som renoverade och tillverkade orglar. Det hade sitt säte i Göteborg. Företaget grundades 1888 av Johannes Magnusson. Verksamheten övertogs 1923 av sonen Anders Magnusson och därefter av dennes son Stig, som drev företaget fram till sin död 1998, då firman upphörde.

## Svenska kyrkor med orglar från företaget (urval)
- Göteborgs domkyrka (1962)
- Hedemora kyrka (1968)
- Stora Tuna kyrka (1969)
- Trosa lands kyrka  (1969)
- Tyska kyrkan, Göteborg (Ombyggnader 1927 och 1970)
- Kristine kyrka, Falun, Kororgel (1982)
- Maria Magdalena kyrka, Stockholm (1986)

### Reparationer och ombyggnationer
| År   | Ursprunglig kyrka | Stift | Bild | Manualer | Pedal        | Stämmor | Bevarad orgel/fasad | Övrigt |
| ---- | ----------------- | ----- | ---- | -------- | ------------ | ------- | ------------------- | --- |
| 1935 | Gårdsby kyrka     | Växjö |      | 2        | Självständig | 16      | Ja/Ja               | Orgeln pneumatiserats och utökats 1935 av A Magnussons Orgelbyggeri. Orgeln var byggd 1852 av Johan Nikolaus Söderling, Göteborg. 1971 renoverades orgeln av Anders Persson, Viken. Persson gjorde även orgeln mekanisk. |

## Ägare
- 1888 Johannes Magnusson
- 1923 Anders Magnusson
- 1956 Stig Magnusson (1920–1988)